# Дом Перова
Дом Перова  — доходный дом, построенный в 1860-е годы по проекту архитектора Н. В. Никитина на основе здания XVIII века. Расположен на Тверской улице Москвы. 

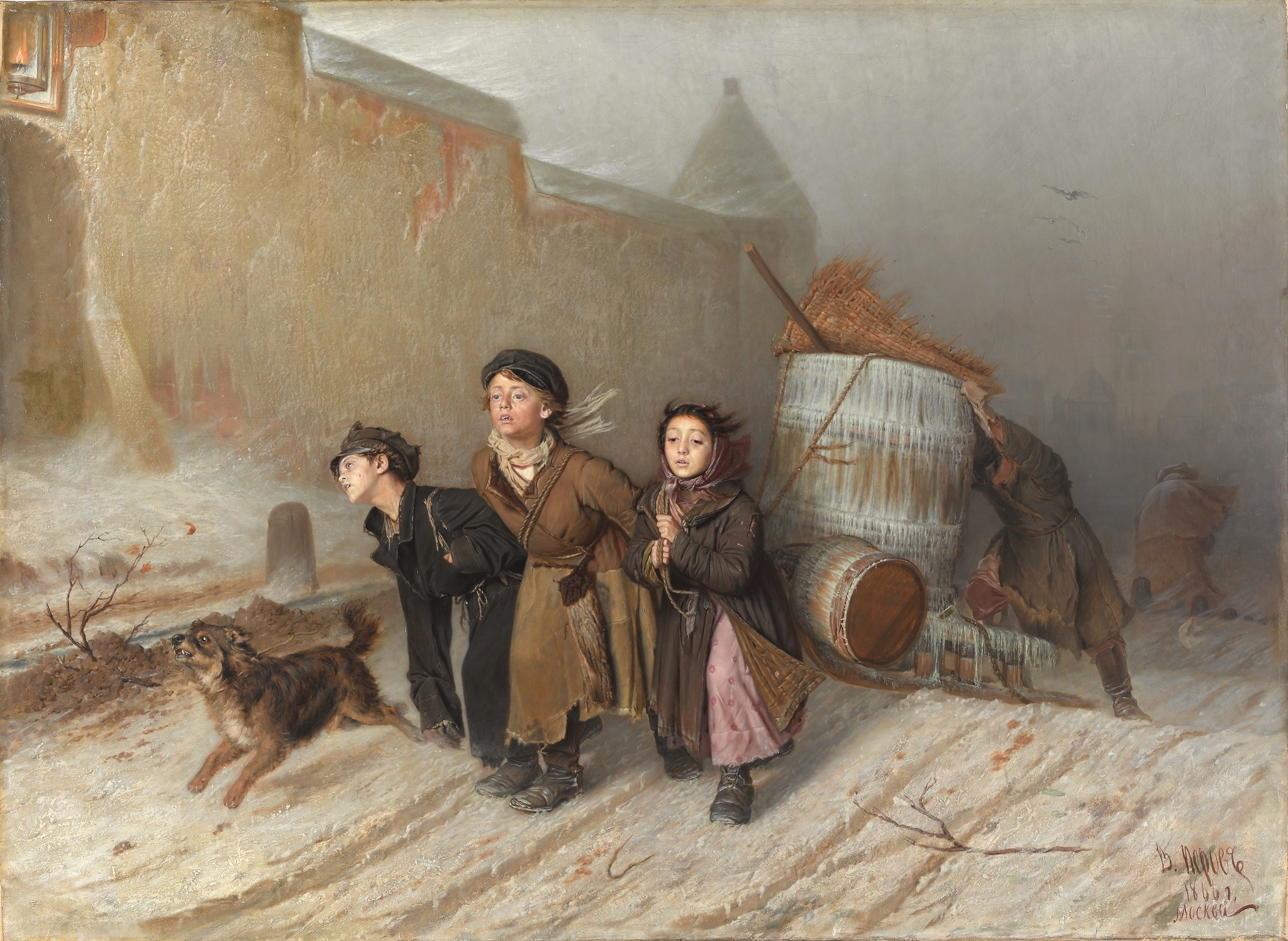
картина «Тройка», написанная Василием Перовым в этом доме

В этом доме в 1864—1871 годах жил художник Василий Перов, именно здесь написавший свои полотна «Тройка» и «Утопленница». Тогда же в доме жил писатель Александр Левитов. В советские годы в первом этаже дома устроен один из выходов метро «Маяковская».

## Современное состояние
В 2003 году Правительство Москвы анонсировало проект бессветофорного движения по Тверской улице. В этом контексте на ноябрьском Градостроительном совете при мэре Москвы был одобрен снос дома Перова для строительства гостиницы: по некоторым сведениям, так предполагалось удовлетворить инвестора, финансировавшего стройку нового выхода метро. Ранее решение о сносе было принято «сносной комиссией».
Вмешательство градозащитников помогло предотвратить снос и заморозить проект.
В конце 2013 года новое руководство города огласило намерение передать дом школе-студии ансамбля народного танца им. И. Моисеева. Одновременно с этим объявлением в здании вновь открылся выход станции метро «Маяковская». Дом признан выявленным объектом культурного наследия и в декабре 2016-го Департамент культурного наследия выдал задание на разработку проектной документации по его сохранению. По состоянию на начало  2017 года дом по-прежнему пустует, затянут фальшфасадами. Собственником / пользователем памятника, как и в 2003 году, является ЗАО “Моспромстрой”.
Завершение реставрационных работ планируется на 2018 г.. Финансирование «приспособления для современного использования с элементами реставрации» осуществляется за счет федерального бюджета в рамках ФЦП «Культура России» и включено в федеральную адресную инвестиционную программу на 2016 год.   В марте 2017 года на общественное обсуждение вынесен акт ГИКЭ научно-проектной документации для выполнения аварийно-восстановительных работ фасада здания и приспособления под магазин сувенирной продукции; в мае - акт ГИКЭ проектной документации для проведения работ по сохранению памятника. По результатам обсуждений приняты решения о согласии с выводами заключений экспертизы и согласовании проектной документации. В октябре 2017 года приказом Департамента культурного наследия города Москвы дом внесен в единый государственный реестр объектов культурного наследия (памятников истории и культуры) народов Российской Федерации в качестве объекта культурного наследия регионального значения (памятника), утверждены границы его территории и предмет охраны; в июле 2018 года утверждено охранное обязательство.